# 圣克莱芒代巴莱讷
圣克莱芒德巴莱讷（法語：Saint-Clément-des-Baleines，法語發音：[sɛ̃ klemɑ̃ de balɛn]）是法国滨海夏朗德省的一个市镇，位于该省西北部的雷岛之上，属于拉罗谢尔区。

## 地理
圣克莱芒德巴莱讷（46°13'41"N, 1°32'22"W）面积6.8 平方千米，位于法国新阿基坦大区滨海夏朗德省，该省份为法国西部滨海省份，北起旺代省，西临大西洋，南至吉倫特省，东南接多爾多涅省，东北接德塞夫勒省接壤，东临夏朗德省。
与圣克莱芒德巴莱讷接壤的市镇（或旧市镇、城区）包括：阿尔斯昂雷、莱波特昂雷。
圣克莱芒德巴莱讷的时区为UTC+01:00、UTC+02:00（夏令时）。

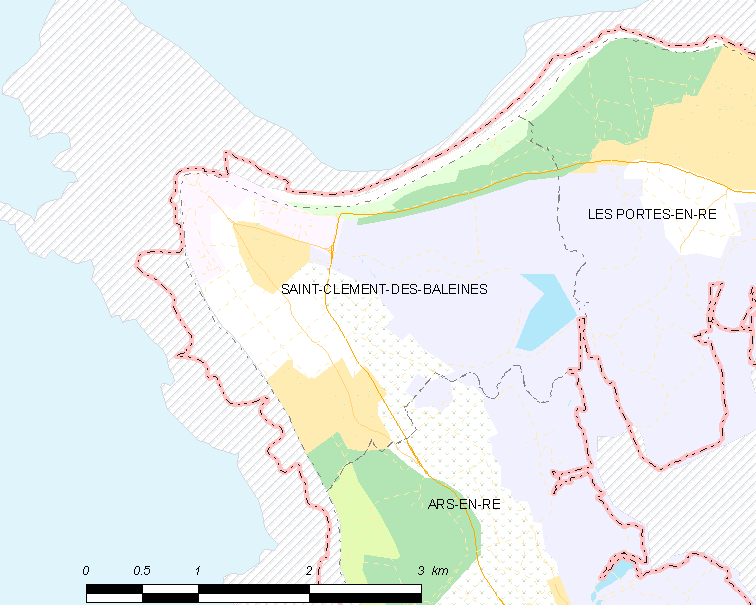
圣克莱芒德巴莱讷的OSM定位图

## 行政
圣克莱芒德巴莱讷的邮政编码为17590，INSEE市镇编码为17318。

## 政治
圣克莱芒德巴莱讷所属的省级选区为雷岛县。

## 人口

1962-2008年间圣克莱芒德巴莱讷人口变化图示

圣克莱芒德巴莱讷于2022年1月1日时的人口数量为712人。